# Kincső Néptáncegyüttes

## A Kincső Néptáncegyüttes
A Kincső Néptáncegyüttes 1980-ban alakult Budapesten egy békásmegyeri általános iskola tornatermében. Székhelye ma is a Medgyessy Ferenc nevét viselő iskolában található.

### Kincső
A Kincső néptáncegyüttes lehetővé teszi régi néptánckincs elsajátításával és színpadra állításával - mind szélesebb körrel megismertetni és megszerettetni a Kárpát-medencei magyarság hagyományos tánckultúráját.
Az együttes vezetője Turcsánné Horváth Annamária, oktatók Fejér Erika, Taba Csaba, Vattai Barbara, valamint Galát Péter, a Magyar Állami Népi Együttes táncosa.
Jelenleg az Aelia Sabina Zene-, Képző- és Táncművészeti iskola kihelyezett tánctagozataként tanítják a néptáncokat és népi dalokat.
A legfiatalabbak hatévesen kezdik a BABSZEMBEN-ben, onnan vezet az út, az APRÓ-, KIS- és IFJÚKINCSŐN keresztül a felnőtt táncosok közé.
Mára gyerekek, és fiatal felnőttek százaival szerettettük meg a magyar néptáncot és a népzenét.
Miből lett a KINCSŐ?
Együttesünk neve magában rejti, amit a néphagyományról, mit a közös kincsekről gondolnak: KINCS Ő : számukra kincset jelentő. Minden fellépésükön ennek a csodálatos néptánc kincsnek adóznak. Ez a kimeríthetetlen gazdag néphagyomány teszi lehetővé számukra a folyamatos megújulást, előadásaik sokszínűségét.A magyar néptánc gazdag tárházát, táji változatait avatott koreográfusok segítségével állítják színpadra.

### Díjak
Külföldi utak során Európa több országában szerettették meg a magyar néptáncot és népzenét.
A fesztiválok közül 1995-ben a lengyelországi Kolobrzeg-ben megrendezett Nemzetközi fesztiválon elnyerték a Fesztivál Nagydíját és a sajtó különdíját is.
- 1998-ban együttesük résztvevője volt a XXXI. Murcial Nemzetközi Mediterrán Fesztiválnak.
- Többször szerepeltek olaszországi, görögországi és németországi regionális fesztiválokon.
- 2003-ban Belgiumban a Dendermondei Nemzetközi Fesztiválon Fesztiváldíjat kaptak.
- A Kincső Néptáncegyüttes 2003-ban Budapestért díjat kapott „A Fővárosban és határainkon túl a magyar néptánc terjesztése érdekében végzett magas színvonalú tevékenysége elismeréséül”.
- 2004 óta rendszeresen előadást tartanak a Hagyományok házában.
- 2006-ban az együttes mindkét gyermekcsoportja (Kis Kincső, Apró Kincső) is bejutott az Örökség Gyermek Népművészeti Egyesület által szervezett régiós, majd országos fesztiválra is.
- 2006-ban a Néptáncosok országos bemutató színpadán a Kincső néptáncegyüttes kiváló minősítést szerzett.
- Kiválóan minősült Együttesünk, számos hazai és nemzetközi fesztivál díjazottja.
- 2004-ben Budapest Díjat, 2011-ben Óbuda Kultúrájáért Díjat kapott.
- 2011-ben a XXV. Kállai Kettős Néptáncfesztiválon Nívódíjban és Koreográfusi Különdíjban részesült.
- 2012-ben a Néptáncosok országos bemutató színpadán a Kincső néptáncegyüttes ismét kiváló minősítést szerzett.
- 2013-ban a XXVI. Kállai Kettős Néptáncfesztiválon sikeresen szerepelt, sok élményt szerzett.
- 2013-ban VI. Vajdasági Szólótáncfesztiválon Pálfalvi Alexandra és Leidinger Dömötör által elért sikeres harmadik helyezés, és ezáltal Pálfali Alexandra a legstílusosabban és legautentikusabban táncoló különdíjban részesült.
- Indult a 2013-as Fölszállott a páván és továbbra is fellépések sorozatán vesznek részt.

## Eredményei
[forrás?]
- 1995-ben Kolobrzegben (Lengyelország) Nemzetközi Fesztiválon Nagydíj és a Sajtó különdíja
- 1998-ban a XXXI. Murciai Nemzetközi Mediterrán Fesztiválon szerepeltek
- 2003-ban „A fővárosban és határainkon túl a magyar néptánc terjesztése érdekében végzett magas színvonalú tevékenysége elismeréséül" Budapestért díjban részesült.
- 2004 óta rendszeresen előadást tartanak a Hagyományok házában. Év végén karácsonyi műsoruk tekinthető meg.
- 2006-ban az együttes mindkét gyermekcsoportja (Kis Kincső, Apró Kincső) bejutott az Örökség Gyermek Népművészeti Egyesület által szervezett régiós, majd országos fesztiválra is.
- 2006-ban a Néptáncosok Országos Bemutató Színpadán Kiváló Minősülést szerzett.
- 2010-ben Ifjúsági és Gyermek Néptánc Antológiai jelölést kapott az együttes.

Külföldi turnék során jártak Görög-, Lengyel-, Német-, illetve Olaszországban. 2010-ben Franciaországi turnéra indulnak az Ifjú-és Nagy Kincsi táncosai. Repertoár: Táncra tánc Somogyból, Mozgókép, Visai táncok, Kalotaszegi legényes, Szatmári táncok, Táncok Csíkszentdomokosról, Rábaközi búcsú, Imregi táncok, Románc.

## Külső hivatkozások
Hivatalos weblapjuk